# Bormes-les-Mimosas
Bormes-les-Mimosas is een gemeente in het Franse departement Var (regio Provence-Alpes-Côte d'Azur) en telt 6.324 inwoners (1999). De plaats maakt deel uit van het arrondissement Toulon. 
Het dorp ligt op een berghelling van het Massif des Maures, op ongeveer 5 km van Le Lavandou aan de Middellandse Zee. Men kan er door de smalle steegjes wandelen; er is geen autoverkeer in het centrum. Het dorp is ontstaan in de 9e eeuw als een wijkplaats tegen piraten en Saracenen en is opgedeeld in een middeleeuwse wijk en een wijk uit de 16e eeuw met overdekte gaanderijen (cuberts). Tot het grondgebied van de gemeente behoort het Île de Brégançon, een klein forteiland voor de kust. Bormes-les-Mimosas is lid van Les Plus Beaux Villages de France.

## Geografie
De oppervlakte van Bormes-les-Mimosas bedraagt 97,8 km², de bevolkingsdichtheid is 64,7 inwoners per km².
De onderstaande kaart toont de ligging van Bormes-les-Mimosas met de belangrijkste infrastructuur en aangrenzende gemeenten.

## Demografie
Onderstaande figuur toont het verloop van het inwonertal (bron: INSEE-tellingen).

## Bezienswaardigheden

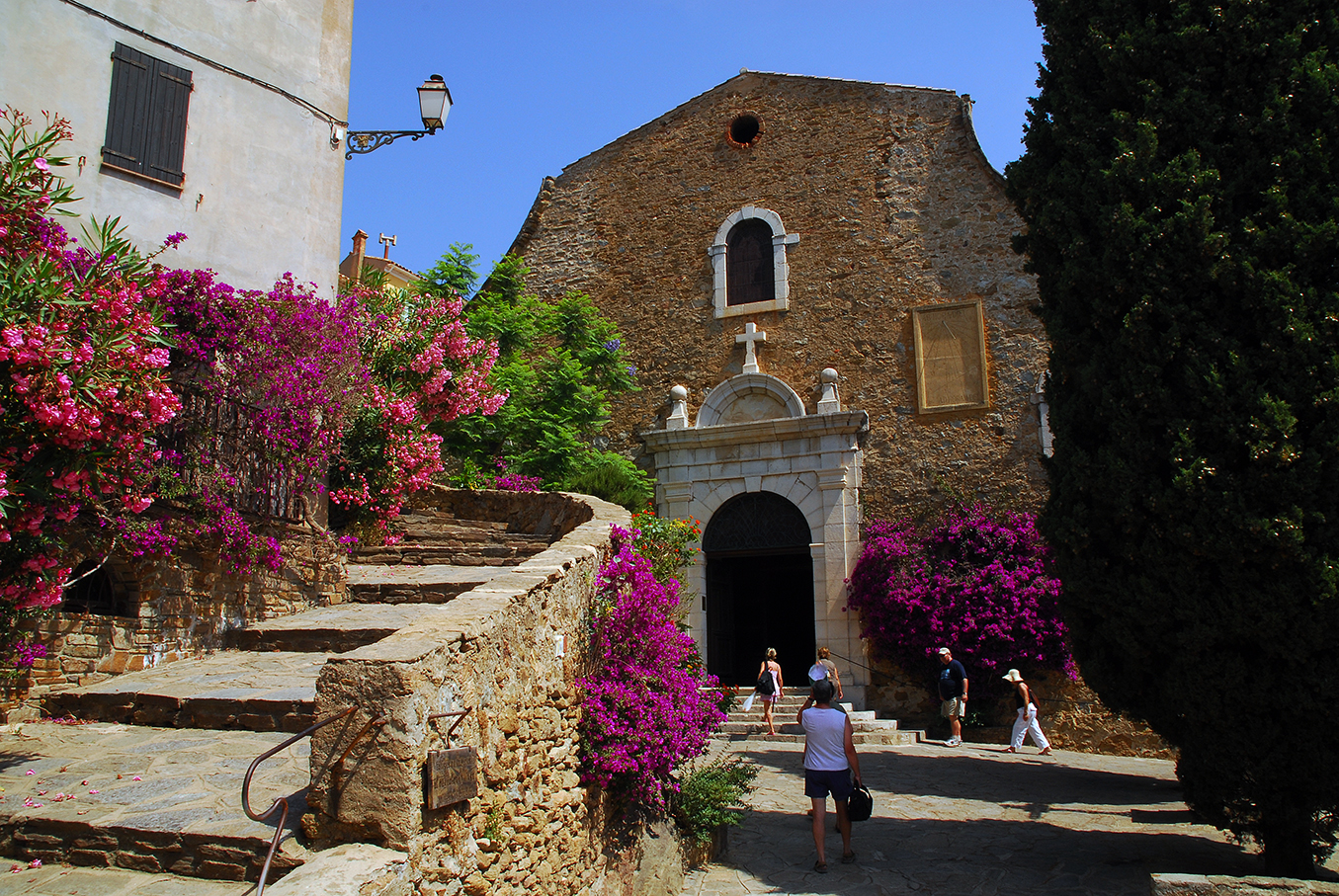
Eglise St-Trophyme

- Place St-François
- Chapelle Notre-Dame-de-Constance
- Église St-Trophyme
- Provençaalse straten
- Château des Seigneurs de Foz
- Musee "Arts et Histoire"

## Trivia
- Het dorp kwam in november 1994 in België in het nieuws toen het weekblad Humo schreef dat Belgisch minister Leo Delcroix er een villa had laten bouwen door Belgische postbodes.[4]
- Het is de thuisbasis van het motorsportteam Tech 3.